# سلسلة لهجوية

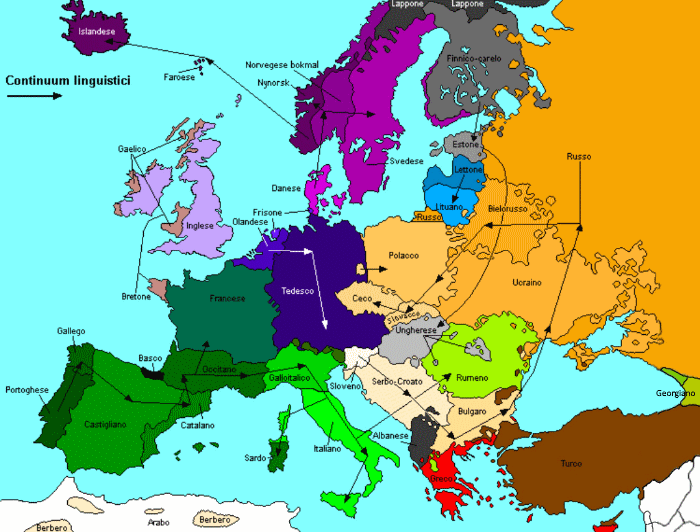

السلسلة اللهجية أو الاستمرارية اللهجوية (بالإنجليزية: Dialect Continuum)‏ أو (بالإنجليزية: Dialect Chain)‏ هي سلسلة متصلة من اللهجات أين يكون الاختلاف طفيف بين المناطق المتجاورة ولكن يتراكم كلما تكبر المسافة إلى الدرجة أنه لا يمكن التفاهم بين اللهجتين المتباعدتين. تُعتَبَر هذه الظاهرة شائعة في اللغات والعائلات اللغوية المنتشرة على نطاق واسع حول العالم، في وقت لم تكن فيه هذه اللغات قد انتشرت مؤخرًا. من الأمثلة البارزة: اللغات الهندية الآرية في أجزاء كبيرة من الهند، ولهجات اللغة العربية في شمال إفريقيا وجنوب غرب آسيا، واللغات التركية، وأنواع من الصينية، وأجزاء من العائلات الرومانسية والجرمانية والسلافية في أوروبا.
ليونارد بلومفيلد استعمل مصطلح مساحة لهجوية . لوصف هذا المفهوم المماثل لـ النوع الحلقي في علم الأحياء.
في علم اللسانيات الاجتماعية أو اللغويات الاجتماعية يعتقد أن مجموعة اللهجات ستظهر عندما لغتين أو لهجتين أو أكثر تندمجان معاً أو تندمجان في لغات أخرى إلى حد يصعب فيه الفصل بينهم.
و هناك مصطلح يسمى رطانة أو لغة بدجن يطلق على اللهجات التي نمت تلقائياً واستمرت في النمو حتى أصبحت معروفة بين الناس.

## اللغة العربية
تعتبر اللغة العربية حالة من حالات الازدواجية اللغوية وذلك بسبب وجود مستوين واضحين جدأً في هذه اللغة وهما العامية والفصحى وهذا ما سنجد لاحقاً أن له أثر كبير على تعليم العربية لغير الناطقين بها.
اللغة العربية الفصحى الحديثة قامت على قواعد وأركان اللغة العربية التراثية المستخدمة بشكل أساسي من القرآن.بينما اللهجات العربية المختلفة أو ما يسمى باللغة العامية هي ما تشكل مصطلح مجموعة اللهجات التي تمتد من المملكة المغربية في شمال غرب أفريقيا مروراً بمصر والسودان ثم الهلال الخصيب إلى شبه الجزيرة العربية.